# Zahret Medien
Zahret Medien (àrab: زهرة مدين, Zahrat Madyan), també anomenada Amdoun (àrab: عمدون, ʿAmdūn), és una vila de Tunísia, a la governació de Béja. És capital de la delegació o mutamadiyya d'Amdoun. Segons el cens, en 2004 tenia 4.960 habitants i en 2014 amb 5.204.

## Administració
És una municipalitat o baladiyya amb codi geogràfic 21 13 (ISO 3166-2:TN-21).
A nivell de delegacions o mutamadiyyes, pertany a la d'Amdoun (21 53).